# Monopol
Monopol (grč. monos, jedan + polein, prodavati) u ekonomiji se definira kao trajna tržišna situacija gdje postoji samo jedan davatelj određene vrste proizvoda ili usluga. Osobina monopola je nedostatak gospodarske konkurencije za robu ili uslugu koja se nudi i nedostatak prihvatljive zamjenske robe. 

## Pojam i karakteristike monopola
U ekonomiji se posvećuje značajna pažnja slobodnoj konkurenciji, jer je relativno lako razumjeti tržište na kome ona vlada. Međutim, suvremena tržišna privreda poznaje i druge oblike konkurencije, gdje se prvenstveno misli na monopolsku. 
Za čistu monopolsku strukturu tržišta karakteristično je da na strani ponude postoji samo jedan ponuđač – monopolist, a na strani potražnje samo jedan kupac – monopsonist. Bitna karakteristika monopola je da može potpuno odrediti cijenu robe koju prodaje, bez obzira na količinu koju nudi. Isto tako na strani potražnje monopsonist određuje po kojoj će cijeni robu kupovati.
Pojava monopola vezana je za novi val pronalazaka i tehničkih i tehnoloških dostignuća, krajem prošlog i početkom ovog stoljeća. Da bi se sve ovo stavilo u upotrebu bile su potrebne enormne količine kapitala, gdje se pojavljuje stvaranjem velikih i ekonomski moćnih vlasnika kapitala. 
Proces koncentracije i centralizacije kapitala omogućio je stvaranje monopola. 
Koncentracija je proces povećanja kapital putem akumulacije koji se ostvaruje pod kontrolom jednog ili više vlasnika kapitala. Uz sve veće bogaćenje putem akumulacije, krupni kapitali se uvećavaju na razne načine, bilo da se radi o nasilnom prisvajanju, kupovinom ili otkupom slabije stojećih poduzeća, kao i dobrovoljnim spajanjem poduzeća. 

## Vrste monopola
Podjela monopola na vrste prema nekoliko kriterija. 

### Podjela (1)[1]
- 1. Prirodni monopoli - temelje svoju snagu na raspoloživosti prirodnih faktora kao što su neke rijetke rude.

- 2. Državni monopoli monopol - temelje svoju snagu na odlukama jedinice lokalne samouprave ili državnih tijela koje su samo

jednom poduzeću dale pravo za obavljanje određene djelatnosti na nekom području. Primjeri državnih monopola u Hrvatskoj su HEP, Hrvatske vode, ZET i slično.
- 3. Licencni monopoli - svoju snagu temelje na intelektualnom vlasništvu,tj. na patentima i autorskim pravima.

### Podjela (2)
- 1. Prirodni monopol - nastaje iz limitiranosti proizvodnih činitelja i izvora ponude
- 2. Zakonski monopol - nastaju kada se prodaja ili proizvodnja određenih roba, državnim propisima monopolizira za samo neka poduzeća (npr. Državni monopol u prodaji duhana, šibica, soli, šećera...)
- 3. Ekonomski monopol - nastaje koncentracijom i centralizacijom kapitala
- 4. Oktopodski monopol - predstavljaja kombinaciju prirodnih i ekonomskih, i kod njih zbog veličine opreme nije povoljno postojanje više poduzeća

## Kako definirati monopol?
Monopol se može definirati:
- 1. nedostatkom konkurencije
- 2. nema supstituta kojima se može trgovati (roba ili usluga)
- 3. postoji ulazna barijera na tržište: monopolist kontrolira vrijedan input, prirodni monopol, patenti i zaštite, državni monopoli

Zbog svega gore navedenoga, ponajviše nedostatka konkurencije, monopolist može ostvarivati profite u dužem vremenskom razdoblju. 
Kada na tržištu nema konkurencije tj. postoji monopol, krajnji korisnici, dakle kupci, su ti koji trpe najviše i to jer takva poduzeća tijekom vremena postaju manje efikasna i inovativna. Naime, uspavaju se zbog svoje sigurne pozicije na tržištu tj. ne moraju se zabrinjavati otvorenom tržišnom utakmicom na tržištu. Ljudi ne mogu početi kupovati i koristiti neki drugi proizvod koji može biti jeftiniji ili bolji iz jednostavnog razloga jer takav proizvod ne postoji (nema supstituta).
Monopolističke organizacije nastaju kao kombinacija raznih industrijskih grana u jednom poduzeću i one mogu biti:
- Vodoravna kombinacija – povezivanje raznih privrednih djelatnosti koje imaju istu proizvodnu osnovu – sirovinsku bazu
- Okomita kombinacija – povezivanje niza uzastopnih djelatnosti koje čine proizvodni proces
- Kombinacija kombinacija – povezivanje vodoravne i okomite kombinacije

Rezultat ovog povezivanja su holdinzi – velika poduzeća koja u odnosu na druga imaju neke pogodnosti u poslovanju.  Oni su imuni na velike investicije, imaju visoku i stabilnu profitnu stopu i imaju veće mogućnosti za unapređenje tehnike i tehnologije. 
Karakteristični i trajni oblici monopolističkog udruživanja dolaze do izražaja kroz: kartele, sindikate (razlikovati od pojma radničkog sindikata!), trustove i koncerne.